# Vida kohoutí
Vida kohoutí (Euplectes progne) nebo také přádelník dlouhoocasý, domorodci zvaný sakabula, je snovačovitý pták, žijící v jižní části afrického kontinentu. Je poměrně hojný, obývá především otevřené savany, přičemž vyhledává blízkost vodních zdrojů; v Dračích horách vystupuje do nadmořské výšky až 2750 metrů. Živí se semeny travin, hmyzem a pavouky.

## Popis
Patří k největším představitelům čeledi snovačovitých: samci jsou dlouzí okolo 20 cm a váží okolo 40 g, samice měří okolo 15 cm a váží okolo 30 g. Mají světle šedý kuželovitý zobák, okrové nohy a černou oční duhovku. Obě pohlaví mají nenápadné šedohnědé zbarvení s černými skvrnami, avšak v období rozmnožování, které trvá od prosince do března, získávají samci černé peří s oranžovými a bílými pruhy na křídlech, ocasní pera jsou až půl metru dlouhá a zahnutá jako u kohoutů. Opeření je nástrojem pohlavního výběru – jak popsal Malte Andersson, samice dávají dokonce přednost partnerům s uměle prodlouženým ocasem před normálními jedinci. Vida kohoutí je polygamním a teritoriálním druhem. Hnízdo staví v travinách, klade obvykle tři vejce, na nichž sedí pouze samice. Mláďata se líhnou po dvou týdnech a za další dva až tři týdny opouštějí hnízdo. Do hnízd vidy kohoutí často klade vejce kukačka lesklá. Mimo období rozmnožování vytvářejí vidy velká hejna, k nimž se přidávají i další snovačovití ptáci.

## Poddruhy
- Euplectes progne delamerei – Keňa
- Euplectes progne delacouri – Angola, Zambie, Konžská demokratická republika
- Euplectes progne progne – Jihoafrická republika, Lesotho, Svazijsko, Botswana